# Marysville (Montana)
Marysville es un lugar designado por el censo ubicado en el condado de Lewis and Clark en el estado estadounidense de Montana. En el Censo de 2010 tenía una población de 80 habitantes y una densidad poblacional de 62,02 personas por km².

## Geografía
Marysville se encuentra ubicado en las coordenadas 46°45′1″N 112°18′10″O / 46.75028, -112.30278. Según la Oficina del Censo de los Estados Unidos, Marysville tiene una superficie total de 1.29 km², de la cual 1.29 km² corresponden a tierra firme y (0%) 0 km² es agua.

## Demografía
Según el censo de 2010, había 80 personas residiendo en Marysville. La densidad de población era de 62,02 hab./km². De los 80 habitantes, Marysville estaba compuesto por el 98.75% blancos, el 0% eran afroamericanos, el 0% eran amerindios, el 1.25% eran asiáticos, el 0% eran isleños del Pacífico, el 0% eran de otras razas y el 0% pertenecían a dos o más razas. Del total de la población el 3.75% eran hispanos o latinos de cualquier raza.